# Giáo hoàng Miltiađê
Miltiadê (Latinh: Miltiades hay Malchiadus) (Μελχιάδης ὁἈφρικανός trong tiếng Hy Lạp), là người kế nhiệm Giáo hoàng Eusebius và là vị giáo hoàng thứ 32 của Giáo hội Công giáo. Theo niên giám tòa thánh năm 1861, ông lên ngôi Giáo hoàng vào năm 311 và ở ngôi trong 2 năm, 6 tháng vài ngày. Niên giám tòa thánh năm 2003 xác định triều đại của ông bắt đầu từ ngày 2 tháng 7 năm 311 và kết thúc vào ngày 11 tháng 1 năm 314. Một số nguồn khác cho rằng ông lên ngôi vào ngày 2 tháng 7 năm 310 và ở ngôi trong 3 năm 6 tháng và 8 ngày.
Ngày sinh của ông không được xác định tuy nhiên truyền thống cho rằng ông sinh tại châu Phi nhưng lịch sử ghi chép về ông rất ít. Ông được bầu làm Giáo hoàng sau một thời gian trống ngôi kéo dài từ cái chết tại nơi Sicilia của Giáo hoàng Eusebius vào ngày 17 tháng 8 năm 310 hoặc theo một số người khác là năm 309.

## Chiếu chỉ Milan
Năm 306, trước khi chết hoàng đế Constantius Chlorus đã trối Constantinus con ông cho quân đội, để họ tôn lên ngôi Augustus. Năm 312, Constantinus đem quân tấn công Maxentius. Quân của Maxentius không thể đương đầu với quân miền bắc nên đã hoảng sợ bỏ chạy. Sử gia Eusebius trong Vita Constantini, I,28 cho biết khi Constantinus bắt đầu giao tranh với Maxentinus, ông khấn "Chúa bên Ky-tô giáo" và bỗng nhiên giữa ban ngày, ông thấy hiện ra ở nền trời phương tây hình thánh giá sáng chói vời dòng chữ viết bằng Hy ngữ 'Với dấu này, ngươi sẽ thắng". Từ đây, Constantinus làm cờ hiệu Labarum có hình thánh giá, cầm đi trước đạo quân.
Thắng Maxentinus rồi, Constantinus tỏ ra thân thiện với Kitô giáo. Ông cho in trên đồng tiền hai mẫu tự Hy Lạp X và P chồng lên nhau để xưng danh Chúa Kitô. Lactantius trong cuốn Vila Constantini có viết "một đêm trong giấc mộng, Constantinus được Đức Kitô ra lệnh bảo các quân sĩ viết hai mẫu tự Hy Lạp X (KHi) và P (Rô) chồng lên nhau trên cờ Labarum và trên các thuấn của quân sĩ, hai mẫu tự đó dùng làm hoa tự để chỉ Chúa Kitô (KHRistos).
Constantinus viết thư cho Maximinus Daia yêu cầu chấm dứt cuộc bách hại đạo. Ông ra lệnh cho nhà cầm quyền Phi châu phải trả lại các tài sản đã bị tịch thu của Giáo hội, miễn thuế, miễn dịch cho các linh mục. Ở Rô-ma ông dành một ngân sách lớn cho việc xây cất hoặc sửa chữa các cơ sở của Giáo hội như thánh đường Gioan Latran, Thánh đường thánh Phêrô trên đồi Vatican, Thánh Phaolô ngoại thành, Thánh Laurensô. Hoành hậu Fausta dâng cúng giáo hoàng Miltiades ngôi đền Latran để thiết lập cung điện giáo triều. Giáo hoàng đã cho xây dựng Đền thờ Thánh Joannes Lateranus.
Đầu năm 313, Constantinus cùng với Licinus ký chiếu chỉ Milan: chủ trương tự do tín ngưỡng; ra lệnh trả lại Giáo hội tất cả các cơ sỏ hội họp hay thờ tự và mọi tài sản khác. Giáo hội Ky-tô sau gần ba thế kỷ bị bách hại nay được nhìn nhận là một tôn giáo hợp lệ. Cả hai vị hoàng đế cùng công bố như sau: "Chúng tôi cho mọi người Ki-tô giáo có quyền lựa chọn các nghi lễ thờ phượng mà họ muốn" (We might give all Christians fredom of choice to follow the ritual which they wished –the Rise of Chistianity, Greenhaven press 1999,page 22).

## Nhiệm kỳ giáo hoàng
Trong thời cai trị của Giáo hoàng Miltiades cũng xảy ra cuộc khủng hoảng của giáo hội Phi châu. Năm 311, Giám mục Mensurius thành Carthago qua đời. Dưới sự chỉ huy của Donatus, người được đồng đảng bầu là giáo chủ Carthago và tự xưng là Donatus Cả đã chống đối Cecilianus – người kế vị Giám mục Mensurius. Nhóm chống đối không những tố cáo đời sống quá khứ của Cecilianus mà còn chỉ trích đức Giám mục Felix thành Aptongo. Một tòa án gồm các Giám mục Gaulois và Ý đã hội nhau ở điện Latran dưới quyền chủ tọa của Giáo hoàng Miltiades vào tháng 10 năm 313. Sau ba ngày thảo luận đã quyết định những lời tố Cecilianus và Felix là vô căn cứ, cuộc bầu củ Giám mục của Carthago là hợp lệ và Donatus đã bị kết án như một người theo dị giáo. Một hội đồng Giám mục Tây phương họp ở Arles vào năm 314 nhưng Miltiades đã mất trước khi nó được diễn ra.
Theo truyền thống thì bánh thánh có từ thời kỳ này. Ông cũng là người đã thực hiện việc đưa hài cốt của Giáo hoàng Eusebius, vị tiền nhiệm từ Sicili về Rô-ma.
Ông đã được suy tôn là thánh, cho tới thế kỷ XIII, ngày lễ kính của Thánh Melchiades đã bị nhầm lẫn với việc "tử vì đạo" và được tổ chức vào ngày 10 tháng 12 trong lịch Roma. Vào năm 1969, nó đã được gỡ bỏ khỏi lịch các ngày lễ và ngày lễ kính của ông được chuyển đến ngày 10 tháng 1 với tên "Miltiades" nhưng không kèm "tử vì đạo".